# Jan Goedart
Jan Goedart nebo Jean Goedart nebo Joannes Goedartius nebo Johann Goedaerdt (19. březen 1620, Middelburg – asi únor 1668, Middelburg) byl nizozemský přírodovědec, entomolog, rytec a malíř, který se proslavil zejména malbami hmyzu.
Známý je především jako autor významné klasické entomologické práce: Metamorphosis et Historia Naturalis Insectorum ("Proměny a přírodní dějiny hmyzu"), která vyšla v Middelburgu v letech 1662 až 1668. V této práci byla vůbec poprvé použita k vyobrazení hmyzu technika mědirytiny (dříve se používaly pouze dřevorytiny). Popsal zde kolem 140 druhů hmyzu. V práci jsou velmi přesně popsány všechny fáze vývoje hmyzu, včetně jeho přeměny z larev. Goedart však chyboval, když tvrdil, že housenka vytváří mouchy – asi pozoroval líhnutí much z čeledi Ichneumonidae z parazitování housenek.